# Ричардсънова гъска
Ричардсънова гъска (Branta hutchinsii) е вид птица от семейство Патицови (Anatidae). Видът е незастрашен от изчезване.

## Разпространение
Разпространен е в Канада, Мексико и САЩ.